# Nupserha brachytrita
Nupserha brachytrita är en skalbaggsart som beskrevs av Aurivillius 1914. Nupserha brachytrita ingår i släktet Nupserha och familjen långhorningar.
Artens utbredningsområde är Kenya. Inga underarter finns listade i Catalogue of Life.